# Aphthona occidentalis
Aphthona occidentalis es un coleóptero de la familia Chrysomelidae. Fue descrita científicamente por primera vez en 1950 por Har. Lindberg.